# フタオチョウ亜科
フタオチョウ亜科（フタオチョウあか、Charaxinae）は、鱗翅目アゲハチョウ上科タテハチョウ科（12亜科）のうちの１亜科。 
熱帯・亜熱帯を中心に、一部は中国、地中海沿岸、オーストラリア南部などの温帯に分布する中型〜大型のチョウ約360種を含む。 日本には唯一、琉球に固有種としてフタオチョウPolyura weismanniが分布する。アフリカからアジアのチャイロフタオチョウ属およびフタオチョウ属や、南米のミイロタテハなどコレクターに人気のある美しい種も多い。
なお、Charaxes属の和名はチャイロフタオチョウ属で、Polyura属がフタオチョウ属とよばれるが、亜科Charaxinaeおよび族Charaxiniの和名としてはたんにフタオチョウ亜科およびフタオチョウ族とよばれる。

## 概要

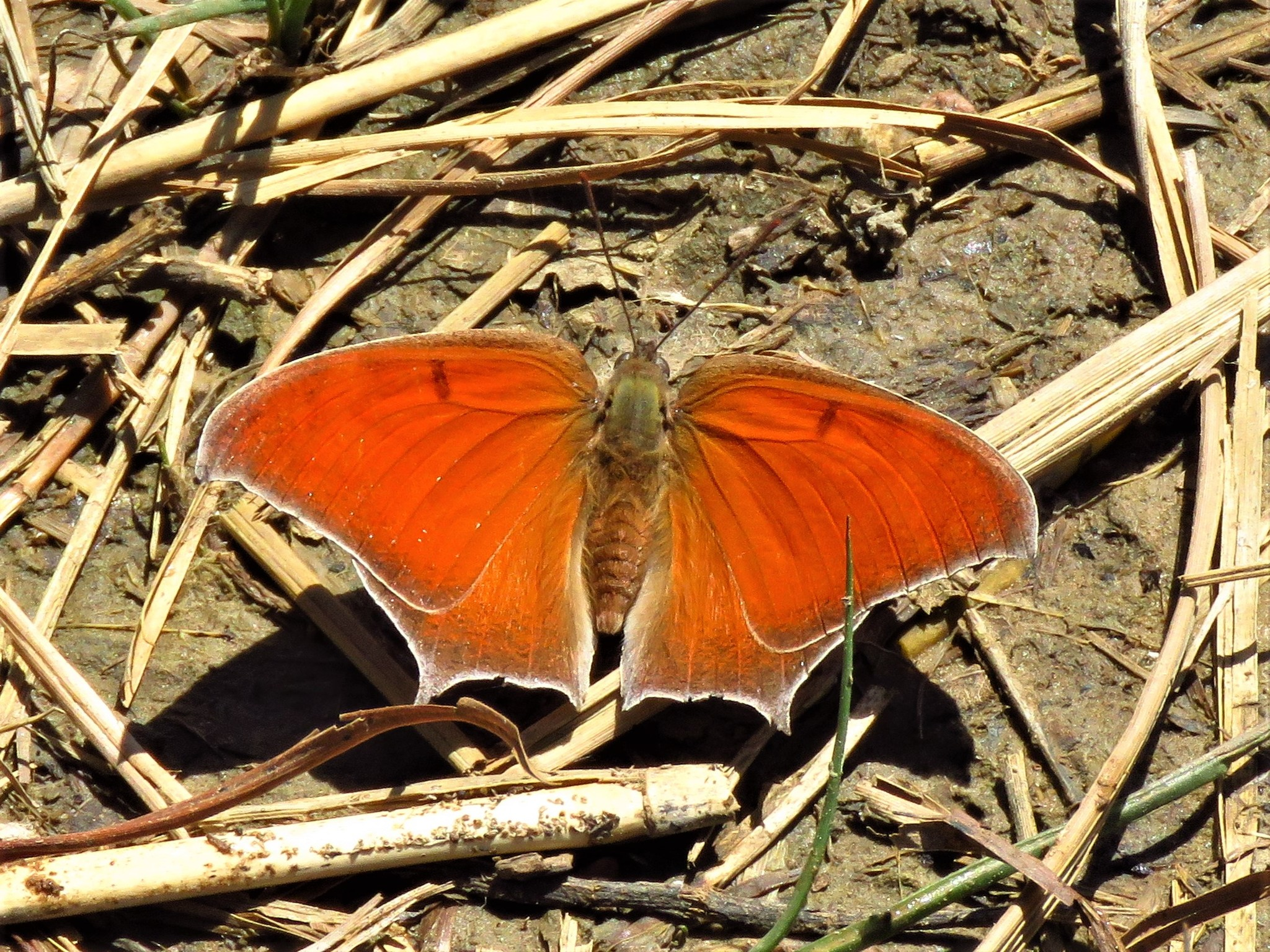
Anaea andria

世界の熱帯、亜熱帯から、一部は中国、地中海沿岸、オーストラリア南部などの温帯に分布する。種数はアフリカからアジア、オーストラリアにかけて分布するフタオチョウ族、中南米にはAnaeini族が特に多い。
成虫は、フタオチョウ族では大多数が後翅に名前の由来となった2本の尾状突起をもつが、他の族では尾状突起を1対しかあるいは全く持たないものも多い。雌雄で翅の模様が明瞭に異なる性的二型を示す種が多い。Anaeini族の多くの種は翅の裏面が枯れ葉に似ている。
成虫は胴体が太く頑丈で、飛翔はスピードがある。樹液や落果、動物のフンや死体に来て汁を吸う。♂は水溜りそばの地表で吸水することも多い。♂は樹幹や梢の先などにとまってナワバリを張り、ヒルトッピング行動をとる。
幼生期
卵は1つずつ食樹の葉の表面に産み付けられる。幼虫の胴体には目立つ突起や毛はない、いわゆるイモムシだが、頭部には頑丈な角を持つものが多い。例えばフタオチョウでは4本、ヤイロタテハでは2本の角を持つ。単独で生活し、摂食は主に夜間に行う。蛹は、他のタテハチョウ同様に尾端で基物に逆さまに固着する垂蛹。

## 分類
フタオチョウ亜科は、ジャノメチョウ亜科と最も近縁とされる。
これまでは主に形態による分類から、下記の6族19属が認められてきた。 
Tribe Charaxini Guenée, 1865　2属144種 　地中海沿岸、アフリカ、東南アジア、メラネシア、オーストラリア
- Polyura
- Charaxes

Tribe Euxanthini Rydon, 1971　　1属6種 　アフリカ
- Euxanthe

Tribe Pallini Rydon, 1971　　1属4種 　アフリカ
- Palla

Tribe Prothoini Roepke, 1938　　2属4種 　東南アジア、メラネシア
- Prothoe
- Agatasa

Tribe Preponini Rydon, 1971　　4属21種　熱帯アメリカ 
- Agrias
- Prepona
- Archaeoprepona
- Anaeomorpha

Tribe Anaeini 　9属90種　北アメリカ、熱帯アメリカ　
- Anaea
- Coenophlebia
- Consul
- Fountainea
- Hypna
- Memphis
- Polygrapha
- Siderone
- Zaretis

2000年代になってフタオチョウ亜科についても分子系統解析がおこなわれるようになった。2009年に発表された5つの遺伝子の塩基配列に基づいたフタオチョウ族の研究では、Euxanthini族Euxanthe属とPolyura属はCharaxes属の亜属とされ、Charaxini族はCharaxes属のみからなるとされた。しかしこの見解はあまり支持されず、逆にCharaxes属150種を見直して、Charaxini族をEuxanthe属やPolyura属などからなる9属（244種）とする見解が最近出された。 
また、新大陸産のPreponini族についても見直しが行われた。その結果Agrias属はPrepona属のシノニムとされ、他方ではAnaeomorpha splendidaは単形属からなる族とされ、Prepona pheridamas に対しては新属Mesopreponaが設けられるなどの変更がなされた。
Tribe Charaxini　9属244種　アフリカ、東洋熱帯、オーストラリア　
- Euxanthe
- Polyura
- Charaxes
- Eriboea
- Laodice
- Setechin
- Viridixes
- Ydeali
- Zingha

Anaeomorphini　　1属1種　熱帯アメリカ
- Anaeomorpha

Tribe Preponini Rydon, 1971　3属22種　熱帯アメリカ
- Mesoprepona
- Prepona
- Archaeoprepona

これらの見解を採用すると、フタオチョウ亜科は、6族25属（364種）となる。